# Lanthanusa donaldi
Lanthanusa donaldi – gatunek ważki z rodziny ważkowatych (Libellulidae).